# Anuar Nahes
Anuar Nahes (* 25. Mai 1952 in Santa Adélia, São Paulo) ist ein brasilianischer Diplomat.

## Leben
Anuar Nahes ist der Sohn von Elvira und Anur Nahes. Er studierte ab 1976 Philologie an der Universität von São Paulo sowie ab 1978 Pädagogik an der Philosophischen, Wissenschaftlichen und Philologischen Fakultät von Professor Carlos Pasquale in São Paulo. 2003 verteidigte er erfolgreich seine Diplomarbeit zum Thema Reparações da Guerra do Golfo e suas implicações para o Brasil: a Comissão de Compensação das Nações Unidas im Rahmen eines Curso de Altos Estudos am Instituto Rio Branco.
1981 belegte er einen Curso PCD des Instituto Rio Branco. 1982 wurde er Gesandtschaftssekretär Dritter Klasse, 1982 Zweiter Klasse und 1992 Erster Klasse. 1997 wurde er Gesandtschaftsrat, 2005 Gesandter Zweiter Klasse. Von 1983 bis 1984 war er Assistent in der Abteilung Zentralamerika. Von 1983 bis 1984 war er Assistent in der Abteilung Vereinte Nationen. 1984 leitete er die brasilianische Delegation zu einem Seminar über religiöse Intoleranz in Genf. 1985 wurde er in der Abteilung Koordination und Planung beschäftigt. Von 1985 bis 1986 arbeitete er in der Abteilung Öffentlichkeitsarbeit. Von 1986 bis 1989 war er Gesandtschaftssekretär am UN-Hauptquartier. Von 1989 bis 1992 war er Gesandtschaftssekretär in Caracas. Von 1992 bis 1995 war er Gesandtschaftssekretär in Damaskus. 1995 wurde er in der Personalabteilung beschäftigt.
1994 war er übergangsweise Geschäftsträger in Beirut. Von 1995 bis 1998 war er Stellvertreter des Leiters der Abteilung Naher Osten. 1996 leitete er eine Mission im Gesundheitswesen nach Ramallah und Gaza. Von 1998 bis 2001 war er Gesandtschaftsrat in Paris. Von 2002 bis 2003 war er beauftragter Gesandtschaftsrat und Gesandter in Tunis. Von 2003 bis 2004 war er Assistent des Generaldirektors der Agência Nacional de Energia Eléctrica (ANEEL). Von 2004 bis 2005 leitete er die Personalabteilung. Von 2005 bis 2007 koordinierte er die Coordenação do Seguimento dea Cúpula América do Sul-Países Árabes (ASPA-Beschlußkontrolle der südamerikanisch-arabischen Gruppe).
2006 war er übergangsweise Geschäftsträger in Damaskus. 2007 war er Botschafter in Doha.
Anuar Nahes wurde am 2. Juni 2011 zum Botschafter in Bagdad ernannt und gab dort am 1. März 2012 sein Akkreditierungsschreiben ab.
Ausgezeichnet wurde er:
- 1983 mit der Bronzemedaille der Prämie Lafayette de Carvalho e Silva des Instituto Rio Branco.
- 1997 wurde er in den Orden der libanesischen Zeder aufgenommen.
- 2001 wurde er in den brasilianischen Fliegerverdienstorden Medalha do Mérito Santos-Dumont aufgenommen.
- 2005 wurde er in den Orden Rio-Branco aufgenommen.

## Veröffentlichungen
- Linguagem Diplomatica, Essay über diplomatische Sprache in Revista do Serviço Público, 1982[1][2]